# Pétrus Montes
 Pétrus de Oliveira Montes da Silva (Pouso Alegre, 5 de maio de 1987) é um voleibolista indoor brasileiro, atuante na posição de  Central,  com experiência em clubes nacionais e internacionais, que serviu a Seleção Brasileira na categoria juvenil e representou o país através na Universíada de Verão de 2013 em Cazan .Em clubes foi semifinalista no World Challenge Club de 2008 na Argentina e medalhista de bronze no Campeonato Sul-Americano de Clubes de 2009 no Brasil.

## Carreira
Os primeiros contatos com a modalidade ocorreram de forma inusitada, pois, já numa faixa etária um pouco avançada, aproximadamente com 15 anos de idade, ele praticava apenas por lazer em um clube amador em sua cidade Pouso Alegre. Aos 17 anos um conhecido aconselhou a fazer um teste no clube que atua, ou seja, no COPM/BH, e neste ele fez o teste o foi aprovado, permanecendo até o último ano da categoria infanto-juvenil, quando deu uma pausa.
Ingressou em 2006 no elenco juvenil do A.S. E. Sada/Betim  e neste mesmo ano foi vice-campeão no Campeonato Mineiro Juvenil  e na Copa Sesc, além do título da Copa Federação dos Clubes  do Estado de Minas Gerais (Fecemg) e foi inscrito na Superliga Brasileira A 2006-07 e alcançou o sexto lugar.
Em 2007 foi chamado pelo da Seleção Brasileira Juvenil, Percy Oncken, para testes neste elenco, sendo aprovado e integrou o grupo que treinava em preparação do Campeonato Mundial Juvenil na cidade de Marrocos, mas não fez parte dos doze atletas que disputaram a edição.
Na jornada 2007-08 conquistou pela A.S. E. Sada/Betim o ouro nos Jogos do Interior de Minas (Minas Olímpica Jimi) de 2007 e disputou a Superliga Brasileira A 2007-08 finalizando na quinta colocação.
Permaneceu na A.S. E. Sada/Betim  no período 2008-09, sendo campeão do Campeonato Mineiro de 2008,  disputou a edição do V World Challenge Club, equivalente ao Mundial de Interclubes,  realizado na cidade de Bolívar  e terminou na quarta; disputou a Copa Bento Gonçalves no mesmo ano e nesta competição sagrou-se campeão, disputou a Superliga Brasileira 2008-09 com a camisa#17 na qual alcançou o bronze.
Na quarta temporada pela A.S. E. Sada/Betim, época da parceria com o Cruzeiro E.C., resultando no Sada Cruzeiro conquistou o bronze no Campeonato Mineiro de 2009, o bronze no Campeonato Sul-Americano de Clubes no mesmo ano, sediado em Florianópolis, foi também o vice-campeão do  torneio  Desafio  Globo Minas, alcançou a terceira colocação e disputou a Superliga Brasileira A 2009-10, finalizando na quarta colocação.
Pela primeira vez transferiu-se para o voleibol europeu, defendendo o clube português  S.C.Espinho , vestindo a camisa#5 sagrou-se vice-campeão da Copa Cidade de Espinho de 2010, mesmo posto obtido na Supertaça de Portugal 2010 e na Taça de Portugal no mesmo ano; nesta jornada alcançou o quarto lugar na Liga A Portuguesa 2010-11.
Despertou o interesse de outro clube português no período seguinte, sendo contratado pela  AJ Fonte do Bastardo nas disputas de 2011-12, durante esta temporada foi descoberto uma infecção grave em seu ombro, causada por uma das espécies do género de bactérias chamadas estafilococos, segundo o profissional médico que acompanhou o caso na época disse que ele não poderia mais jogar, provocando um abatimento e emagrecimento nos dois meses que ficou internado, mas com determinação sobressaiu diante desta patologia e prosseguiu sua carreira.Nesta temporada conquistou o vice-campeonato da Supertaça 2011  e rescindiu contrato , ficando quase uma ano afastado da das quadras devido ao problema de saúde mencionado anteriormente.
Após temporadas no voleibol português, recuperado, foi repatriado pelo Aprov/Unoesc/Chapecó  para disputar a Superliga Brasileira B 2013,foi o camisa#18 da equipe, mas a equipe não avançou a fase final.
Ainda em 2013 transfere-se para o clube goiano do Alfa Monte Cristo/Agel conquistou o título da Supercopa Banco do Brasil da Etapa Cerrado e conquistou a o título da Etapa Final realizada em Goiânia.Por este clube também conquistou o título dos Jogos Abertos Brasileiros de 2013, quando o clube representada o Estado de Goiás.Tal cluberepresentou o país na XXVII edição da Universíada de Verão de 2013 realizada em Cazan, na qual vestiu a camisa#5, ocasião da eliminação da equipe brasileira nas quartas de final finalizando na sétima posição..
Para a disputa da Superliga Brasileira A 2013-14, ocorreu a fusão entre Monte Cristo  e Montes Claros Vôlei, resultando Montes Claros Vôlei/MonteCristo, sendo Pétrus acolhido com os demais atletas do clube goiano alcançando a décima segunda posição e foi o sexto entre os melhores bloqueadores da competição;,concomitantemente a esta competição, o  Montes Claros Vôlei  em parceria entre a Prefeitura Municipal de Pirapora, representou o Sertão Minas/Pirapora no Campeonato Mineiro de 2013, conquistando a medalha de bronze nesta edição.
Em 2014 foi anunciado como reforço do Minas Tênis Clube para temporada 2014-15, por este foi vice-campeão do Campeonato Mineiro em 2014, finalizou na quarta posição na Superliga Brasileira A 2014-15 , mesmo posto alcançado na Copa Brasil de 2015 em Campinas .
Renovou contrato  e integrou o time do  Minas Tênis Clube e competiu por este no período 2015-16, novamente sagrou-se vice-campeão no Campeonato Mineiro de 2015,  e finalizou na sétima posição na Superliga Brasileira A 2015-16, registrando 172 pontos , destes foram 114 de ataques, 42 de bloqueios e 16de saques;e a finalizou na décima posição na Copa Brasil de 2016 em Campinas .
O Minas Tênis Clube renova seu contrato para as disputas do período esportivo 2016-17, sendo a terceira temporada consecutiva pelo plantel deste clube .

## Títulos e resultados
- World Challenge Club:2008[16]
- Supercopa Banco do Brasil - Etapa Nacional:2013[38]
- Supercopa Banco do Brasil -Etapa Cerrado:2013[37]
- Campeonato Português:2011-12
- Campeonato Português:2010-11
- Supertaça de Portugal:2010[30],2011[33]
- Taça de Portugal:2010
- Copa Brasil:2015
- Superliga Brasileira A:2008-09[21]
- Superliga Brasileira A:2009-10[28],2014-15[56]
- Campeonato Mineiro:2008[13]
- Campeonato Mineiro:2014[55],2015[58]
- Campeonato Mineiro:2009[22],2013[51]
- JAB´s:2013[39]
- Copa Cidade de Espinho:2010[29]
- Desafio Globo Minas:2009[24]
- Copa Santa Catarina:2009[25]
- Jimi:2007[9]
- Copa Fecemg Juvenil:2006[3]
- Campeonato Mineiro Juvenil:2006[3]
- Copa Sesc Juvenil:2006[3]

## Premiações individuais
- 6º Melhor Bloqueador da Superliga Brasileira A 2013-14[48]